# Irene Hervey
Pour les articles homonymes, voir Hervey.
Beulah Irene Herwick — née le 11 juin 1909 à Los Angeles en Californie (quartier de Venice), ville où elle est morte le 20 décembre 1998 (quartier de Woodland Hills) — est une actrice américaine, connue sous le nom de scène d’Irene Hervey.

## Biographie

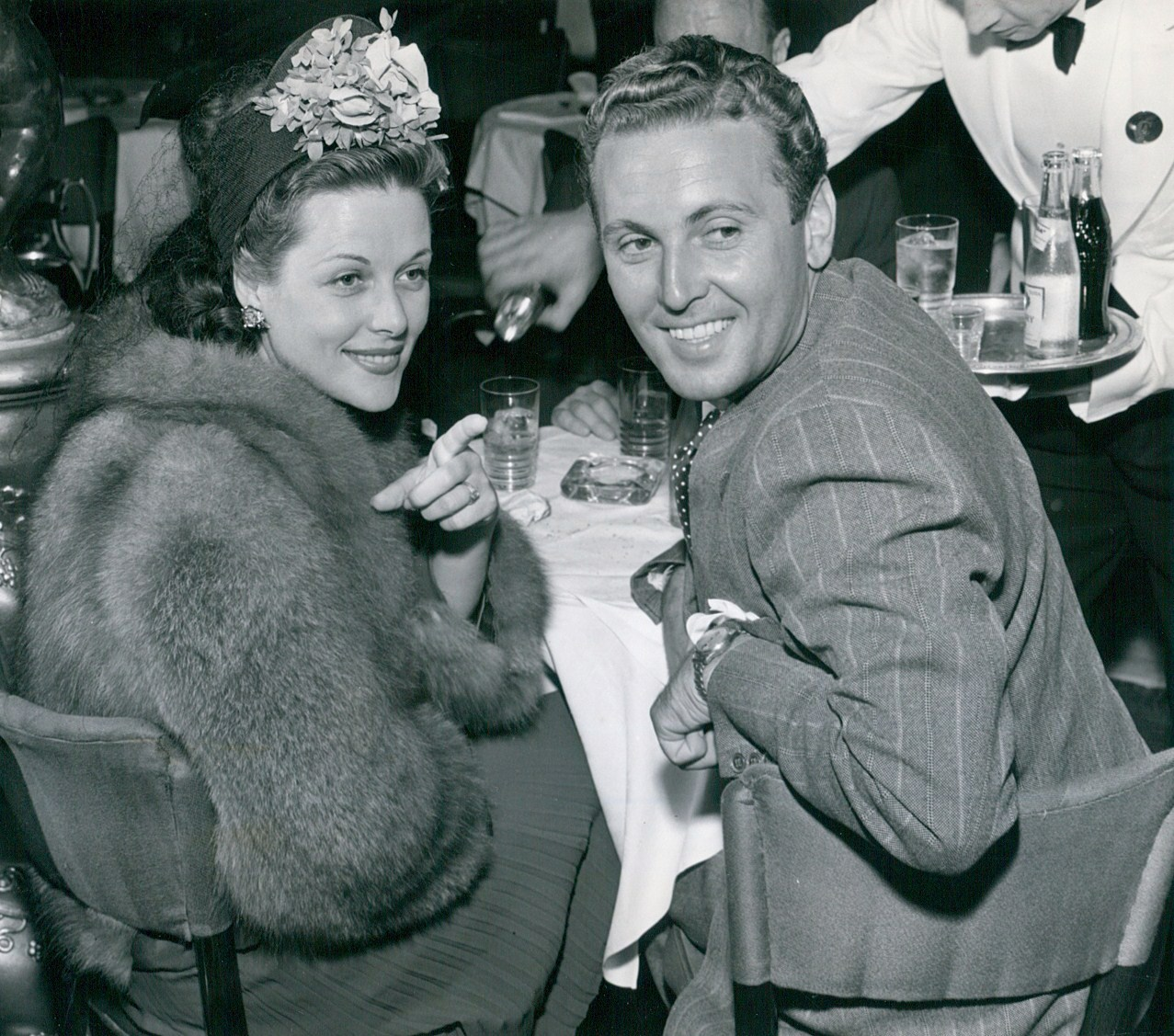
En 1941, avec son mari Allan Jones

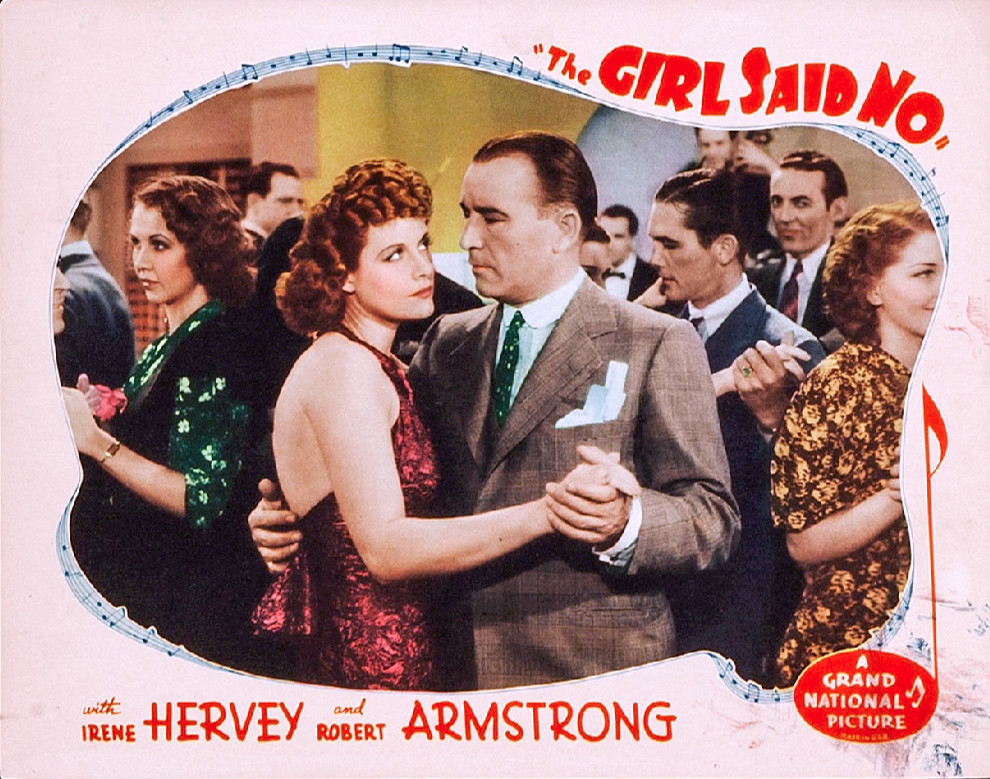
Au centre, avec Robert Armstrong, dans The Girl Said No (1937, poster promotionnel)

Au cinéma, Irene Hervey apparaît dans cinquante-cinq films américains, depuis Le Retour de l'étranger de King Vidor (1933, avec Lionel Barrymore et Miriam Hopkins) jusqu'à Un frisson dans la nuit de Clint Eastwood (1971, avec le réalisateur et Jessica Walter).
Entretemps, mentionnons Femme ou Démon de George Marshall (1939, avec Marlène Dietrich et James Stewart), L'Homme au chewing-gum de Lewis R. Foster (1949, avec Dorothy Lamour et Sterling Hayden), L'Enfant du divorce d'Edmund Goulding (1956, avec Ginger Rogers et Michael Rennie), ainsi que Fleur de Cactus de Gene Saks (1969, avec Walter Matthau et Ingrid Bergman).
À partir de 1952, Irene Hervey collabore pour la télévision à quarante-neuf séries, dont Perry Mason (trois épisodes, 1958-1963), La Quatrième Dimension (un épisode, 1964) et Honey West (seize épisodes, 1965-1966).
Sa dernière série est Drôles de dames, avec un épisode diffusé en 1978. Suit, pour son ultime prestation au petit écran, le téléfilm Goliath Awaits de Kevin Connor (avec Mark Harmon et Christopher Lee), diffusé en 1981 — précédé de deux autres téléfilms, en 1960 et 1969 —.
Au théâtre, elle joue une fois à Broadway (New York) en 1944, dans la pièce d'Owen Davis No Way Out (avec Robert Keith, également producteur et metteur en scène).
En 1936, Irene Hervey épouse en secondes noces l'acteur et chanteur Allan Jones (1907-1992), dont elle divorce en 1957 ; de leur union est né (en 1938) le chanteur Jack Jones. Notons que le couple partage la vedette dans le film musical The Boys from Syracuse d'A. Edward Sutherland, sorti en 1940.
Depuis 1960, pour sa contribution au cinéma, une étoile lui est dédiée sur le Walk of Fame d'Hollywood Boulevard.

## Filmographie partielle

### Cinéma
- 1933 : Le Retour de l'étranger (The Stranger's Return) de King Vidor : Nettie Crane
- 1934 : Three on a Honeymoon de James Tinling
- 1934 : Un rude cow-boy (The Dude Ranger) d'Edward F. Cline
- 1934 : Le Comte de Monte-Cristo (The Count of Monte Cristo) de Rowland V. Lee : Valentine
- 1935 : Charlie Chan à Shanghaï (Charlie Chan in Shanghai) de James Tinling : Diana Woodland
- 1935 : The Winning Ticket de Charles Reisner
- 1936 : Le Fils du désert (Three Godfathers) de Richard Boleslawski : Molly
- 1936 : Absolute Quiet de George B. Seitz : Laura Tait
- 1937 : The Girl Said No d'Andrew L. Stone : Pearl Proctor / Peep-Bo
- 1939 : Femme ou Démon (Destry Rides Again) de George Marshall : Janice Tyndall
- 1939 : La Maison de l'épouvante (The House of Fear) de Joe May
- 1939 : Un pensionnaire sur les bras (East Side of Heaven) de David Butler : Mona Barrett
- 1940 : Three Cheers for the Irish de Lloyd Bacon : Heloise Casey
- 1940 : The Boys from Syracuse d'A. Edward Sutherland : Adriana
- 1942 : Night Monster de Ford Beebe : Dr Lynn Harper
- 1948 : Monsieur Peabody et la Sirène (Mr. Peabody and the Mermaid) d'Irving Pichel : Mme Polly Peabody
- 1949 : L'Homme au chewing-gum (Manhandled) de Lewis R. Foster : Ruth / Mme Alton Bennet
- 1949 : Enquête à Chicago (Chicago Deadline) de Lewis Allen : Belle Dorset
- 1956 : L'Enfant du divorce (Teenage Rebel) d'Edmund Goulding : Helen Sheldon McGowan
- 1956 : Un cri dans la nuit (A Cry in the Night) de Frank Tuttle : Helen Taggart
- 1969 : Fleur de cactus (Cactus Flower) de Gene Saks : Mme Durant
- 1971 : Un frisson dans la nuit (Play Misty for Me) de Clint Eastwood : Madge Brenner

### Télévision
(séries, sauf mention contraire)
- 1958-1963 : Perry Mason
  - Saison 1, épisode 37 The Case of the Black-Eyed Blonde (1958) : Helen Bartlett
  - Saison 5, épisode 1 The Case of the Jealous Journalist (1961) de John English : Grace Davies
  - Saison 6, épisode 21 The Case of the Lawful Lazarus (1963) de Jesse Hibbs : Jill Garson
- 1960 : O'Conner's Ocean, téléfilm d'Earl Bellamy : Victoria Arden
- 1961 : Peter Gunn
  - Saison 3, épisode 17 Blind Item de Robert Gist : Madelon Ridgely
- 1962 : Ombres sur le soleil (Follow the Sun)
  - Saison unique, épisode 15 The Last of the Big Spenders de Robert Butler : Jeanette
- 1962 : 77 Sunset Strip
  - Saison 4, épisode 37 Framework for a Badge de George Waggner : Ellen Gilmore
- 1962 : Le Jeune Docteur Kildare (Dr. Kildare)
  - Saison 2, épisode 10 An Ancient Office de Don Medford : Martha Kildare
- 1964 : La Quatrième Dimension (The Twilight Zone)
  - Saison 5, épisode 18 Les Blousons noirs (Black Leather Jackets) de Joseph M. Newman : Martha Tillman
- 1964 : L'Homme à la Rolls (Burke's Law), première série
  - Saison 1, épisode 19 Who Killed April? de Lewis Allen : Mme Tilson
- 1965-1966 : Honey West
  - Saison unique, 16 épisodes : Tante Meg
- 1968 : L'Homme de fer (Ironside)
  - Saison 2, épisode 10 Retour en arrière (Reprise) de Don McDougall : Mme Whitfield
- 1968 : La Nouvelle Équipe (The Most Squad)
  - Saison 1, épisode 9 A Quiet Weekend in the Country de Jack Arnold : Mme Sanderson
- 1968-1970 : Cher oncle Bill (Family Affair)
  - Saison 3, épisode 8 The Unsound of Music (1968) de Charles Barton : Mlle Scranton
  - Saison 5, épisode 1 The Good Neighbors (1970) de Charles Barton : Mme Eldridge
- 1978 : Drôles de dames (Charlie's Angels)
  - Saison 2, épisode 24 La Collection de Jade (The Jade Trap) de George McCowan : Samantha McKendrick
- 1981 : Les Survivants du Goliath (Goliath Awaits), téléfilm de Kevin Connor : Carrie

## Théâtre à Broadway
- 1944 : No Way Out d'Owen Davis, mise en scène de Robert Keith et Owen Davis : Dr Enid Karley